# Cseng Csie
Cseng Csie (Zhèng Jié (郑洁, Cseng Csie), a nemzetközi szaksajtóban Zheng Jie) (Csengtu (Chéngdū), 1983. július 5. –) párosban olimpiai bronzérmes, kétszeres Grand Slam-tornagyőztes visszavonult kínai teniszezőnő. Az első kínai teniszezőnő a sportág történetében, aki egyéniben Grand Slam-torna elődöntőjébe jutott (2008, Wimbledon).
2003–2015 közötti profi pályafutása során, négy egyéni és tizenöt páros WTA-tornát nyert meg, emellett még 4 egyéni és 17 páros ITF-tornán végzett az első helyen. Legjobb egyéni világranglista-helyezése tizenötödik volt, ezt 2009 májusában érte el, párosban 2006. július 10-én a 3. helyre került.
2006-ban két páros Grand Slam-tornát nyert, az Australian Opent és Wimbledont, és döntőt játszott a 2015-ös Australian Openen. Egyéniben kétszer jutott elődöntőbe: 2008-ban Wimbledonban és 2010-ben az Australian Openen.
A pekingi olimpián Jen Ce (Yàn Zī) társaként bronzérmet szerzett Kínának a páros versenyben. A 2006-ban Dohában rendezett Ázsia-játékokon egyéniben és párosban is aranyérmet nyert, a 2014-ben Incshonban rendezett Ázsia-játékokon csapatban ezüst-, vegyes párosban bronzérmet szerzett.
2002–2012 között 31 alkalommal játszott Kína Fed-kupa-válogatottjában 22–9-es eredménnyel.
Utolsó egyéni mérkőzését a 2015-ös Australian Openen, utolsó páros mérkőzését a 2015-ös wimbledoni teniszbajnokságon játszotta. 2016 májusában jelentette be, hogy megszületett első gyermeke. Férje korábbi edzője és ütőpartnere Csang Jü (Zhang Yu).

## Grand Slam-döntői

### Női páros

#### Győzelmei (2)
| Év   | Bajnokság       | Borítás | Partner         | Ellenfél                            | Eredmény         |
| ---- | --------------- | ------- | --------------- | ----------------------------------- | ---------------- |
| 2006 | Australian Open | Kemény  | Jen Ce (Yàn Zī) | Lisa Raymond Samantha Stosur        | 2–6, 7–6(7), 6–3 |
| 2006 | Wimbledon       | Fű      | Jen Ce (Yàn Zī) | Virginia Ruano Pascual Paola Suárez | 6–3, 3–6, 6–2    |

#### Elveszített döntői (1)
| Év   | Bajnokság       | Borítás | Partner                        | Ellenfél                             | Eredmény    |
| ---- | --------------- | ------- | ------------------------------ | ------------------------------------ | ----------- |
| 2015 | Australian Open | Kemény  | Csan Jung-zsan (Zhān Yǒng Rán) | Bethanie Mattek-Sands Lucie Šafářová | 4–6, 6–7(5) |

## WTA döntői

### Egyéni

#### Győzelmei (4)
| Összesítés           |                        |
| Grand Slam-torna (0) |                        |
| Tier I (0)           | Premier Mandatory* (0) |
| Tier II (0)          | Premier Five* (0)      |
| Tier III (0)         | Premier* (0)           |
| Tier IV (2)          | International* (1)     |
| Tier V (1)           | Challenger* (0)        |

* 2009-től megváltozott a tornák rendszere.
 Az egymás mellett azonos színnel jelölt tornatípusok között nincs teljes mértékű megfelelés.
| No. | Dátum               | Torna                                            | Borítás | Ellenfél              | Eredmény              |
| --- | ------------------- | ------------------------------------------------ | ------- | --------------------- | --------------------- |
| 1.  | 2005. január 14.    | Moorilla Hobart International (Ausztrália)       | Kemény  | Gisela Dulko          | 6–2, 6–0              |
| 2.  | 2006. május 7.      | Portugal Open, Estoril                           | Salak   | Li Na                 | 6–7(5), 7–5 feladta   |
| 3.  | 2006. augusztus 13. | Nordea Nordic Light Open, Stockholm (Svédország) | Kemény  | Anasztaszija Miszkina | 6–4, 6–1              |
| 4.  | 2012. január 8.     | ASB Classic, Auckland (Új- Zéland)               | Kemény  | Flavia Pennetta       | 2–6, 6–3, 2–0 feladta |

#### Elveszített döntői (3)
| No. | Dátum            | Torna                                                        | Borítás | Ellenfél               | Eredmény |
| --- | ---------------- | ------------------------------------------------------------ | ------- | ---------------------- | -------- |
| 1.  | 2005. május 2.   | Grand Prix de SAR La Princesse Lalla Meryem, Rabat (Marokkó) | Salak   | Nuria Llagostera Vives | 4–6, 2–6 |
| 2.  | 2010. május 22.  | Warsaw Open (Lengyelország)                                  | Salak   | Alexandra Dulgheru     | 3–6, 4–6 |
| 3.  | 2014. június 21. | Topshelf Open, ’s-Hertogenbosch (Hollandia)                  | Fű      | Coco Vandeweghe        | 2–6, 4–6 |

### Páros

#### Győzelmei (15)
| Összesítés           |                        |
| Grand Slam-torna (2) |                        |
| Tier I (2)           | Premier Mandatory* (0) |
| Tier II (2)          | Premier Five* (1)      |
| Tier III (2)         | Premier* (2)           |
| Tier IV (2)          | International* (1)     |
| Tier V (1)           | Challenger* (0)        |

* 2009-től megváltozott a tornák rendszere.
 Az egymás mellett azonos színnel jelölt tornatípusok között nincs teljes mértékű megfelelés.
| No. | Dátum               | Torna                                                  | Borítás | Partner                        | Ellenfél                                   | Eredmény            |
| --- | ------------------- | ------------------------------------------------------ | ------- | ------------------------------ | ------------------------------------------ | ------------------- |
| 1.  | 2005. január 14.    | Moorilla Hobart International                          | Kemény  | Jen Ce (Yàn Zī)                | Anabel Medina Garrigues Gyinara Szafina    | 6–4, 7–5            |
| 2.  | 2005. február 12.   | Haidarábád, India                                      | Kemény  | Jen Ce (Yàn Zī)                | Li Ting Szun Tien-tien                     | 6–4, 6–1            |
| 3.  | 2006. január 28.    | Australian Open, Ausztrália                            | Kemény  | Jen Ce (Yàn Zī)                | Lisa Raymond Samantha Stosur               | 2–6, 7–6(7), 6–3    |
| 4.  | 2006. május 14.     | Berlin, Németország                                    | Salak   | Jen Ce (Yàn Zī)                | Jelena Gyementyjeva Flavia Pennetta        | 6–2, 6–3            |
| 5.  | 21 May 2006         | Rabat, Marokkó                                         | Salak   | Jen Ce (Yàn Zī)                | Ashley Harkleroad Bethanie Mattek          | 6–1, 6–3            |
| 6.  | 24 June 2006        | s'Hertogenbosch, Hollandia                             | Grass   | Jen Ce (Yàn Zī)                | Ana Ivanović Marija Kirilenko              | 3–6, 6–2, 6–2       |
| 7.  | 2006. július 8.     | Wimbledon                                              | Fű      | Jen Ce (Yàn Zī)                | Virginia Ruano Pascual Paola Suárez        | 6–3, 3–6, 6–2       |
| 8.  | 2006. augusztus 26. | New Haven, Egyesült Államok                            | Kemény  | Jen Ce (Yàn Zī)                | Lisa Raymond Samantha Stosur               | 6–4, 6–2            |
| 9.  | 2007. április 15.   | Charleston, Egyesült Államok                           | Salak   | Jen Ce (Yàn Zī)                | Peng Suaj Szun Tien-tien                   | 7–5, 6–0            |
| 10. | 2007. május 26.     | Strasbourg, Franciaország                              | Salak   | Jen Ce (Yàn Zī)                | Alicia Molik Szun Tien-tien                | 6–3, 6–4            |
| 11. | 2008. január 11.    | Sydney, Ausztrália                                     | Kemény  | Jen Ce (Yàn Zī)                | Tetyana Perebijnyisz Taccjana Pucsak       | 6–4, 7–6(5)         |
| 12. | 2010. február 28.   | Malaysian Open, Kuala Lumpur                           | Kemény  | Csan Jung-zsan (Zhān Yǒng Rán) | Anastasia Rodionova Arina Rodionova        | 6–7(4), 6–2, [10–7] |
| 13. | 2010. augusztus 8.  | Southern California Open, San Diego (Egyesült Államok) | Kemény  | Marija Kirilenko               | Lisa Raymond Rennae Stubbs                 | 6–4, 6–4            |
| 14. | 2011. május 15.     | Internazionali BNL d'Italia, Róma                      | Salak   | Peng Suaj                      | Vania King Jaroszlava Svedova              | 6–2, 6–3            |
| 15. | 2013. augusztus 24. | New Haven Open                                         | Kemény  | Szánija Mirza                  | Anabel Medina Garrigues Katarina Srebotnik | 6–3, 6–4            |

#### Elveszített döntői (15)
| No. | Dátum                | Torna                                                  | Borítás | Partner                        | Ellenfél                                  | Eredmény            |
| --- | -------------------- | ------------------------------------------------------ | ------- | ------------------------------ | ----------------------------------------- | ------------------- |
| 1.  | 2003. június 14.     | Bécs, Ausztria                                         | Salak   | Jen Ce (Yàn Zī)                | Li Ting Szun Tien-tien                    | 3–6, 4–6            |
| 2.  | 2005. szeptember 13. | Bali, Indonézia                                        | Kemény  | Jen Ce (Yàn Zī)                | Anna-Lena Grönefeld Meghann Shaughnessy   | 3–6, 3–6            |
| 3.  | 2005. szeptember 25. | Peking, Kína                                           | Kemény  | Jen Ce (Yàn Zī)                | María Vento-Kabchi Nuria Llagostera Vives | 2–6, 4–6            |
| 4.  | 2006. február 12.    | Pattaja, Thaiföld                                      | Kemény  | Jen Ce (Yàn Zī)                | Li Ting Szun Tien-tien                    | 6–3, 1–6, 6–7(5)    |
| 5.  | 2006. július 26.     | Stockholm, Svédország                                  | Kemény  | Jen Ce (Yàn Zī)                | Eva Birnerová Jarmila Gajdošová           | 6–0, 4–6, 2–6       |
| 6.  | 2008. január 5.      | Gold Coast, Ausztrália                                 | Kemény  | Jen Ce (Yàn Zī)                | Gyinara Szafina Szávay Ágnes              | 1–6, 2–6            |
| 7.  | 2008. március 1.     | Dubaj, Egyesült Arab Emírségek                         | Kemény  | Jen Ce (Yàn Zī)                | Cara Black Liezel Huber                   | 5–7, 2–6            |
| 8.  | 2008. március 22.    | Indian Wells, Egyesült Államok                         | Kemény  | Jen Ce (Yàn Zī)                | Gyinara Szafina Jelena Vesznyina          | 1–6, 6–1, [8–10]    |
| 9.  | 2009. május 23.      | Varsó, Lengyelország                                   | Salak   | Jen Ce (Yàn Zī)                | Raquel Kops-Jones Bethanie Mattek-Sands   | 1–6, 1–6            |
| 10. | 2010. augusztus 1.   | Bank of the West Classic, Stanford (Egyesült Államok)  | Kemény  | Csan Jung-zsan (Zhān Yǒng Rán) | Lindsay Davenport Liezel Huber            | 5–7, 7–6(6), [8–10] |
| 11. | 2011. február 13.    | PTT Pattaya Open                                       | Kemény  | Szun Seng-nan                  | Sara Errani Roberta Vinci                 | 6–3, 3–6, [5–10]    |
| 12. | 2012. május 26.      | Brussels Open (Belgium)                                | Salak   | Alicja Rosolska                | Bethanie Mattek-Sands Szánija Mirza       | 3–6, 2–6            |
| 13. | 2012. augusztus 19.  | Western & Southern Open, Cincinnati (Egyesült Államok) | Kemény  | Katarina Srebotnik             | Andrea Hlaváčková Lucie Hradecká          | 1–6, 3–6            |
| 14. | 2015. január 30.     | Australian Open, Melbourne                             | Kemény  | Csan Jung-zsan (Zhān Yǒng Rán) | Bethanie Mattek-Sands Lucie Šafářová      | 4–6, 6–7(5)         |
| 15. | 2015. május 27.      | AEGON International, Eastbourne                        | Fű      | Csan Jung-zsan (Zhān Yǒng Rán) | Caroline Garcia Katarina Srebotnik        | 6–7(5), 2–6         |

## Eredményei Grand Slam-tornákon

### Egyéni
| Grand Slam | Australian Open | Australian Open | Roland Garros  | Roland Garros      | Wimbledon | Wimbledon          | US Open        | US Open             |
| Év         | Eredmény        | Utolsó ellenfél | Eredmény       | Utolsó ellenfél    | Eredmény  | Utolsó ellenfél    | Eredmény       | Utolsó ellenfél     |
| 2002       | –               | –               | –              | –                  | –         | –                  | Selejtező (Q2) | Selejtező (Q2)      |
| 2003       | Selejtező (Q1)  | Selejtező (Q1)  | Selejtező (Q3) | Selejtező (Q3)     | –         | –                  | Selejtező (Q2) | Selejtező (Q2)      |
| 2004       | 1. kör          | Vera Dusevina   | 4. kör         | Paola Suárez       | 1. kör    | Serena Williams    | 1. kör         | Nagyja Petrova      |
| 2005       | 1. kör          | Gyinara Szafina | 1. kör         | F Schiavone        | –         | –                  | 2. kör         | Nicole Vaidišová    |
| 2006       | 1. kör          | A Csakvetadze   | 2. kör         | Ivana Lisjak       | 3. kör    | Kim Clijsters      | 2. kör         | Anastasia Rodionova |
| 2007       | 1. kör          | Julia Schruff   | 1. kör         | Bacsinszky Tímea   | –         | –                  | –              | –                   |
| 2008       | –               | –               | 3. kör         | Gyinara Szafina    | Elődöntő  | Serena Williams    | 3. kör         | Jelena Janković     |
| 2009       | 4. kör          | Sz Kuznyecova   | 2. kör         | M Larcher de Brito | 2. kör    | Daniela Hantuchová | 3. kör         | Nagyja Petrova      |
| 2010       | Elődöntő        | Justine Henin   | 2. kör         | A Pivovarova       | 2. kör    | Petra Kvitová      | 2. kör         | Ana Ivanović        |
| 2011       | –               | –               | 2. kör         | Petra Kvitová      | 2. kör    | Doi Miszaki        | 2. kör         | Andrea Petković     |
| 2012       | 4. kör          | Sara Errani     | 2. kör         | Aleksandra Wozniak | 3. kör    | Serena Williams    | 3. kör         | Viktorija Azaranka  |
| 2013       | 3. kör          | Julia Görges    | 3. kör         | Marija Sarapova    | 1. kör    | Caroline Garcia    | 3. kör         | C Suárez Navarro    |
| 2014       | 3. kör          | Casey Dellacqua | 1. kör         | A K Schmiedlová    | 2. kör    | Ana Ivanović       | 1. kör         | Peng Suaj           |
| 2015       | 1. kör          | Csang Kaj-csen  | –              | –                  | –         | –                  | –              | –                   |

### Páros
| Grand Slam | Australian Open                | Australian Open                        | Roland Garros         | Roland Garros                          | Wimbledon                  | Wimbledon                       | US Open                       | US Open                           |
| Év         | Eredmény Partner               | Utolsó ellenfél                        | Eredmény Partner      | Utolsó ellenfél                        | Eredmény Partner           | Utolsó ellenfél                 | Eredmény Partner              | Utolsó ellenfél                   |
| 2003       | –                              | –                                      | –                     | –                                      | –                          | –                               | 1. kör Jen Ce                 | Dája Bedáňová Olena Tatarkova     |
| 2004       | Negyeddöntő Jen Ce             | Sz Kuznyecova Jelena Lihovceva         | 1. kör Jen Ce         | Gisela Dulko Patricia Tarabini         | 3. kör Jen Ce              | Liezel Huber Szugijama Ai       | 2. kör Jen Ce                 | Liezel Huber T Tanasugarn         |
| 2005       | 1. kör Jen Ce                  | J Bejhelzimer İpek Şenoğlu             | 3. kör Jen Ce         | Cara Black Liezel Huber                | –                          | –                               | Negyeddöntő Jen Ce            | Conchita Martínez V Ruano Pascual |
| 2006       | Győzelem Jen Ce                | Lisa Raymond Samantha Stosur           | Elődöntő Jen Ce       | D Hantuchová Szugijama Ai              | Győzelem Jen Ce            | V Ruano Pascual Paola Suárez    | Negyeddöntő Jen Ce            | Květa Peschke F Schiavone         |
| 2007       | Elődöntő Jen Ce                | Csan Jung-zsan Csuang Csia-zsung       | 1. kör Jen Ce         | N Llagostera Vives MJ Martínez Sánchez | –                          | –                               | –                             | –                                 |
| 2008       | Elődöntő Jen Ce                | V Azaranka Sahar Peér                  | 3. kör Jen Ce         | A. Medina Garrigues V. Ruano Pascual   | 3. kör Jen Ce              | J Makarova Selima Sfar          | Negyeddöntő Jen Ce            | Cara Black Liezel Huber           |
| 2009       | 3. kör Jen Ce                  | N Llagostera Vives MJ Martínez Sánchez | Negyeddöntő Jen Ce    | V Azaranka J Vesznyina                 | 3. kör Jen Ce              | Serena Williams Venus Williams  | Negyeddöntő Jen Ce            | Serena Williams Venus Williams    |
| 2010       | 3. kör Jelena Vesznyina        | B Mattek-Sands Jen Ce                  | 3. kör Csan Jung-zsan | Monica Niculescu Sahar Peér            | 1. kör Csan Jung-zsan      | O Omonmurodova Kristina Barrois | Elődöntő Csan Jung-zsan       | Liezel Huber Nagyja Petrova       |
| 2011       | –                              | –                                      | 2. kör Peng Suaj      | A Dulgheru M Rybáriková                | Negyeddöntő Peng Suaj      | Květa Peschke K Srebotnik       | 1. kör Peng Suaj              | D Hantuchová A Radwańska          |
| 2012       | 3. kör Polona Hercog           | A Kudrjavceva J Makarova               | 3. kör Peng Suaj      | Vania King J Svedova                   | 1. kör Peng Suaj           | Marina Eraković T Tanasugarn    | 1. kör K Srebotnik            | Eva Birnerová Romina Oprandi      |
| 2013       | Negyeddöntő N Llagostera Vives | Varvara Lepchenko Cseng Szaj-szaj      | 3. kör Csang Suaj     | Andrea Hlaváčková Lucie Hradecká       | 3. kör Vania King          | Nagyja Petrova K Srebotnik      | Elődöntő Szánija Mirza        | Ashleigh Barty Casey Dellacqua    |
| 2014       | 1. kör Marina Eraković         | Alizé Cornet Caroline Garcia           | 1. kör Vania King     | Tatjana Maria Elina Szvitolina         | Elődöntő Andrea Hlaváčková | Sara Errani Roberta Vinci       | Negyeddöntő Andrea Hlaváčková | Date Kimiko Barbora Strýcová      |
| 2015       | Döntő Csan Jung-zsan           | B Mattek-Sands Lucie Šafářová          | 3. kör Csan Jung-zsan | S Soler Espinosa MT Torró Flor         | 1. kör Csan Jung-zsan      | J Gajdošová Ajla Tomljanović    | –                             | –                                 |

## Év végi világranglista-helyezései
| Év     | 2000 | 2001 | 2002 | 2003 | 2004 | 2005 | 2006 | 2007 | 2008 | 2009 | 2010 | 2011 | 2012 | 2013 | 2014 | 2015 |
| Egyéni | 786. | 457. | 183. | 94.  | 67.  | 44.  | 33.  | 163. | 25.  | 36.  | 26.  | 48.  | 26.  | 52.  | 91.  | 949. |
| Páros  | –    | 285. | 137. | 74.  | 38.  | 30.  | 3.   | 21.  | 15.  | 24.  | 16.  | 20.  | 19.  | 17.  | 28.  | 34.  |